# Пятая Веда
Пя́тая Ве́да (санскр. पञ्चम वेद, IAST: pañcama veda) — термин, которым называют ряд послеведийских текстов индуизма, не относящихся к четырём каноническим Ведам, но, несмотря на это, имеющих сходный с Ведами статус. Идея пятой Веды является очень древней и впервые встречается в одной из ранних Упанишад — «Чхандогья-упанишаде» (7.1), которая называет пятой Ведой «итихасы и Пураны». Позднее термином «пятая Веда» стали называть другие тексты (или группы текстов) как на санскрите, так и на индийских языках.
Пятой Ведой себя называет одна из итихас — «Махабхарата». «Махабхарата» также говорит о себе как о новой Веде новой эры, находящейся на одном уровне с четырьмя каноническими Ведами (а в чём-то даже стоящей выше их) и предназначенной для всех людей. Другой индуистский эпос, «Рамаяна», также называет себя пятой Ведой. Подобные же утверждения содержатся в Пуранах, которые говорят о себе как о пятой Веде, как о «Пурана-веде», либо как о пятой Веде, включающей в себя также и итихасы. В «Бхагавата-пуране» приводится объяснение утверждения «Чхандогья-упанишады» о пятой Веде. Там говорится, что после того, как четыре Веды появились из четырёх ртов Брахмы, пятая Веда — Итихаса-пурана — одновременно вышла из всех его ртов. Затем «Бхагавата-пурана» объявляет себя самой главной из Пуран, обосновывая это тем, что это был последний текст, написанный Вьясой. В «Сканда-пуране» также утверждается, что Пураны являются пятой Ведой.
Пятой Ведой себя также называет трактат по музыке и театральному искусству «Натья-шастра» (1.4), являющийся частью «Гандхарва-веды» — упаведы «Сама-веды». В «Натья-шастре» утверждается, что её автором является Брахма и что она вобрала в себя элементы из других четырёх Вед, но, в отличие от них, открыта для представителей всех каст. За этим стоит идея того, что театральные и музыкальные представления, основанные на историях из священных текстов, являются духовными и поднимают сознание артистов и зрителей на трансцендентный уровень. Пятой ведой также называют трактат по традиционной индийской медицине Аюрведу.
Пятой Ведой также называют ряд текстов на индийских языках. Примером может служить поэма XVII века на хинди «Рамачаритаманаса», представляющая собой адаптацию эпоса «Рамаяна» и рассматриваемая некоторыми индуистами как равная по авторитетности четырём Ведам в эпоху Кали-юги.
В Южной Индии статусом пятой Веды наградили ряд священных текстов на тамильском языке, которые называют «Тамильской ведой» или «Дравида-ведой». Пятой Ведой называют поэму тамильских вайшнавских святых альваров «Тируваймоли» и вообще всю «Дивья-прабандхам», чей «ведийский» статус признаётся в том числе и в светском трактате XIV века «Лилатилакам», авторства керальского грамматика Маниправалам. Так же, как и в случае с «Натья-шастрой», авторы, присвоившие статус пятой Веды поэме «Тируваймоли», утверждали, что, в отличие от четырёх канонических Вед, предназначавшихся для изучения брахманам, эта новая тамильская веда была доступна всем варнам индуистского общества. Подобным же образом тамильские шиваиты присвоили статус «Тамильской веды» сборнику гимнов «Теварам». Тамильские шиваиты, объявляя «Теварам» «Тамильской ведой» старались сделать из неё альтернативу санскритским Ведам, тогда как тамильские вайшнавы в похожем случае выставляли гимны альваров не как альтернативу изначальным Ведам, а как аналогичный им священный текст. В произведении «Тируваллувамалай» (возможно, относящемуся к X веку), пятой Ведой назван трактат «Тируккурал».